# Europese kampioenschappen schaatsen 1997
De Europese kampioenschappen schaatsen 1997 werden op 10, 11 en 12 januari 1997 gereden in de ijshal Thialf in de Nederlandse plaats Heerenveen.
Titelverdedigers waren de Europees kampioenen van 1996 in Heerenveen. In Thialf werden de Duitse Gunda Niemann en de Nederlander Rintje Ritsma kampioen.
De Nederlanders Tonny de Jong en Ids Postma werden Europees kampioen.
| Programma                                            | Programma                                               | Programma                              |
| vrijdag 10 januari                                   | zaterdag 11 januari                                     | zondag 12 januari                      |
| ---------------------------------------------------- | ------------------------------------------------------- | -------------------------------------- |
| 500 meter mannen 500 meter vrouwen 5000 meter mannen | 1500 meter vrouwen 1500 meter mannen 3000 meter vrouwen | 5000 meter vrouwen 10.000 meter mannen |

## Mannen

### Eindklassement
| Rang   | Schaatser            | Land        | Punten  | 500 m      | 5000 m       | 1500 m        | 10.000 m      |
| ------ | -------------------- | ----------- | ------- | ---------- | ------------ | ------------- | ------------- |
| Goud   | Ids Postma           | Nederland   | 157,790 | 36,77 (1)  | 6.47,96 (2)  | 1.52,94 (1)   | 14.11,56 (3)  |
| Zilver | Rintje Ritsma        | Nederland   | 158,790 | 37,91 (3)  | 6.48,12 (3)  | 1.54,26 (2)   | 13.59,65 (1)  |
| Brons  | Falko Zandstra       | Nederland   | 160,444 | 37,97 (4)  | 6.53,65 (5)  | 1.54,60 (3)   | 14.18,19 (5)  |
| 4      | Roberto Sighel       | Italië      | 161,958 | 38,12 (8)  | 6.56,09 (8)  | 1.56,97 (7)   | 14.24,78 (7)  |
| 5      | Kjell Storelid       | Noorwegen   | 162,021 | 40,14 (25) | 6.47,21 (1)  | 1.56,97 (7)   | 14.03,40 (2)  |
| 6      | Frank Dittrich       | Duitsland   | 162,890 | 39,54 (21) | 6.51,44 (4)  | 1.58,54 (17)  | 14.13,87 (4)  |
| 7      | Dmitri Sjepel        | Rusland     | 163,132 | 38,61 (10) | 7.00,11 (14) | 1.55,59 (4)   | 14.39,63 (10) |
| 8      | Vadim Sajoetin       | Rusland     | 163,633 | 38,70 (11) | 7.05,16 (18) | 1.56,80 (5)   | 14.29,68 (9)  |
| 9      | Uwe Tonat            | Duitsland   | 163,790 | 39,23 (16) | 6.57,73 (9)  | 1.58,06 (13)  | 14.28,69 (8)  |
| 10     | Lasse Sætre          | Noorwegen   | 164,419 | 40,16 (26) | 6.53,93 (6)  | 1.59,13 (20)  | 14.23,12 (6)  |
| 11     | Christian Breuer     | Duitsland   | 165,458 | 38,05 (5)  | 7.11,11 (21) | 1.57,11 (9)   | 15.05,22 (11) |
| 12     | Davide Carta         | Italië      | 167,287 | 37,51 (2)  | 7.12,40 (23) | 1.58,55 (18)  | 15.40,42 (12) |
| NC13   | Marnix ten Kortenaar | Oostenrijk  | 120,573 | 39,22 (15) | 7.03,73 (17) | 1.56,94 (6)   |               |
| NC14   | Brigt Rykkje         | Noorwegen   | 120,586 | 39,64 (22) | 6.55,90 (7)  | 1.58,07 (14)  |               |
| NC15   | Vitali Novichenko    | Wit-Rusland | 120,890 | 38,72 (12) | 7.10,97 (20) | 1.57,22 (10)  |               |
| NC16   | Ermanno Ioriatti     | Italië      | 121,308 | 38,05 (5)  | 7.17,28 (26) | 1.58,59 (19)  |               |
| NC17   | Paweł Zygmunt        | Polen       | 121,323 | 38,38 (9)  | 7.16,37 (25) | 1.57,92 (12)  |               |
| NC18   | Bart Veldkamp        | België      | 121,635 | 39,99 (24) | 7.01,45 (15) | 1.58,50 (16)  |               |
| NC19   | Zsolt Baló           | Hongarije   | 122,393 | 38,08 (7)  | 7.31,43 (30) | 1.57,51 (11)  |               |
| NC20   | Boris Oevarov        | Oekraïne    | 122,576 | 39,51 (20) | 7.11,73 (22) | 1.59,68 (21)  |               |
| NC21   | Vesa Rosendahl       | Finland     | 122,803 | 39,34 (18) | 7.15,70 (24) | 1.59,68 (21)  |               |
| NC22   | Christian Eminger    | Oostenrijk  | 122,824 | 41,00 (28) | 6.59,28 (13) | 1.59,69 (23)  |               |
| NC23   | Cédric Kuentz        | Frankrijk   | 123,066 | 38,89 (13) | 7.09,46 (19) | 2.03,69 (28)  |               |
| NC24   | Martin Feigenwinter  | Zwitserland | 123,748 | 41,46 (30) | 6.58,92 (11) | 2.01,19 (24)  |               |
| NC25   | Jaromir Radke        | Polen       | 124,176 | 41,28 (29) | 6.59,16 (12) | 2.02,94 (26)  |               |
| NC26   | Daniel Vitén         | Zweden      | 124,749 | 39,47 (19) | 7.27,56 (28) | 2.01,57 (25)  |               |
| NC27   | Cédric Michaud       | Frankrijk   | 126,423 | 40,74 (27) | 7.24,87 (27) | 2.03,59 (27)  |               |
| NC28   | Jonas Schön          | Zweden      | 130,697 | 39,85 (23) | 6.58,37 (10) | 2.27,03 (30f) |               |
| NC29   | Anatoli Krasjeninin  | Rusland     | 131,073 | 39,25 (17) | 7.01,60 (16) | 2.28,99 (31f) |               |
| NC30   | Fausto Marreiros     | Portugal    | 131,941 | 44,20 (31) | 7.30,88 (29) | 2.07,96 (29)  |               |
| DQ2    | Pawel Jaroszek       | Polen       | 78,587  | 39,20 (14) | - (DQ)       | 1.58,16 (15)  |               |

## Vrouwen

### Deelname
De vrouwen streden voor de 22e keer om de Europese titel. Ze deden dit voor de tiende keer in Heerenveen. Zesentwintig deelneemsters uit een recordaantal van veertien landen namen aan dit kampioenschap deel. Twaalf landen, Duitsland (3), Italië (3), Nederland (3), Rusland (3), Finland (2), Oostenrijk (2), Roemenië (2), Zweden (2), Letland (1), Polen (1), Oekraïne (1) en Wit-Rusland (1), waren ook vertegenwoordigd op het EK in 1996. Noorwegen (1) in 1996 afwezig, was deze editie weer present. Hongarije (1) nam voor de vijfde keer deel. Vier vrouwen debuteerden op dit kampioenschap.
Tonny de Jong werd de achtste vrouw die de Europese titel op haar naam schreef, en de tweede Nederlandse na Atje Keulen-Deelstra (1972-1974). Op het podium werd ze geflankeerd door zevenvoudig Europees kampioene Gunda Niemann-Kleemann die tweede werd en voor de negende keer op het erepodium plaats nam. De Jongs landgenote Barbara de Loor nam voor de eerste keer op het podium plaats, zij werd derde. Het Nederlandse succes was grotendeels te danken aan de klapschaats waar De Jong en De Loor wel op reden en de naaste (Duitse) concurrenten nog niet.
De derde Nederlandse deelneemster, Carla Zijlstra, eindigde als zevende in het eindklassement.

### Afstandmedailles
De Nederlandse deelneemsters wonnen op dit kampioenschap zes afstand medailles. De Europees kampioene Tonny de Jong won goud op de 1500, 3000 en 5000 en zilver op de 500 meter. Barbara de Loor won de bronzen medaille op de 3000 meter en Carla Zijlstra de zilveren medaille op de 5000 meter.
Gunda Niemann-Kleemann bracht haar totale aantal afstandsmedailles op zevenendertig (23-10-4).
| Afstand | Goud          | Zilver                 | Brons                  |
| ------- | ------------- | ---------------------- | ---------------------- |
| 500m    | Emese Hunyady | Tonny de Jong          | Mihaela Dascălu        |
| 1500m   | Tonny de Jong | Emese Hunyady          | Gunda Niemann-Kleemann |
| 3000m   | Tonny de Jong | Gunda Niemann-Kleemann | Barbara de Loor        |
| 5000m   | Tonny de Jong | Carla Zijlstra         | Gunda Niemann-Kleemann |

### Eindklassement
Achter de namen staat tussen haakjes bij meervoudige deelname het aantal deelnames
| Rang   | Schaatsster                    | Land        | Punten  | 500 m      | 1500 m       | 3000 m       | 5000 m         |
| ------ | ------------------------------ | ----------- | ------- | ---------- | ------------ | ------------ | -------------- |
| Goud   | Tonny de Jong (4)              | Nederland   | 169,375 | 41,35 (2)  | 2.03,71 (1)  | 4.15,87 (1)  | 7.21,44 (1)    |
| Zilver | Gunda Niemann-Kleemann (10)    | Duitsland   | 171,153 | 42,04 (7)  | 2.05,37 (3)  | 4.17,87 (2)  | 7.23,45 (3)    |
| Brons  | Barbara de Loor (2)            | Nederland   | 171,848 | 42,14 (10) | 2.05,67 (5)  | 4.19,15 (3)  | 7.26,27 (4)    |
| 4      | Claudia Pechstein (5)          | Duitsland   | 172,169 | 41,99 (6)  | 2.06,02 (6)  | 4.19,88 (5)  | 7.28,60 (5)    |
| 5      | Svetlana Bazjanova (5)         | Rusland     | 173,432 | 41,82 (5)  | 2.05,46 (4)  | 4.24,34 (6)  | 7.37,31 (8)    |
| 6      | Mihaela Dascălu (7)            | Roemenië    | 173,456 | 41,62 (3)  | 2.07,31 (7)  | 4.24,58 (7)  | 7.33,04 (6)    |
| 7      | Carla Zijlstra (7)             | Nederland   | 173,673 | 43,49 (18) | 2.07,78 (9)  | 4.19,50 (4)  | 7.23,40 (2)    |
| 8      | Anette Tønsberg (7)            | Noorwegen   | 175,056 | 42,86 (14) | 2.07,51 (8)  | 4.25,36 (8)  | 7.34,67 (7)    |
| 9      | Emese Hunyady (13)             | Oostenrijk  | 175,735 | 41,20 (1)  | 2.05,36 (2)  | 4.25,38 (9)  | 8.05,19 * (12) |
| 10     | Ulrike Adeberg (4)             | Duitsland   | 177,059 | 42,04 (7)  | 2.08,94 (10) | 4.30,83 (11) | 7.49,01 (10)   |
| 11     | Tatjana Trapeznikova (4)       | Rusland     | 177,860 | 42,38 (11) | 2.09,69 (11) | 4.34,73 (12) | 7.44,62 (9)    |
| 12     | Cerasela Hordobetiu (6)        | Roemenië    | 179,153 | 42,13 (9)  | 2.09,71 (12) | 4.34,84 (14) | 7.59,81 (11)   |
| NC13   | Elena Belci-Dal Farra (11)     | Italië      | 132,318 | 44,07 (23) | 2.10,44 (13) | 4.28,61 (10) |                |
| NC14   | Christina Schön (5)            | Zweden      | 133,568 | 43,52 (19) | 2.12,01 (15) | 4.36,27 (15) |                |
| NC15   | Agnieszka Magiera              | Polen       | 133,650 | 43,74 (21) | 2.12,33 (17) | 4.34,80 (13) |                |
| NC16   | Olga Klyga (2)                 | Wit-Rusland | 133,833 | 42,84 (13) | 2.12,09 (16) | 4.41,78 (19) |                |
| NC17   | Nicola Mayr                    | Italië      | 133,838 | 43,02 (16) | 2.13,18 (20) | 4.38,55 (16) |                |
| NC18   | Krisztina Egyed                | Hongarije   | 133,876 | 41,64 (4)  | 2.11,48 (14) | 4.50,46 (25) |                |
| NC19   | Emese Antal (5)                | Oostenrijk  | 133,982 | 43,21 (17) | 2.12,83 (18) | 4.38,98 (17) |                |
| NC20   | Chiara Simionato (2)           | Italië      | 134,258 | 42,88 (15) | 2.13,35 (21) | 4.41,57 (18) |                |
| NC21   | Jenny Andberg                  | Finland     | 135,499 | 43,64 (20) | 2.12,92 (19) | 4.45,32 (22) |                |
| NC22   | Svitlana Konstantynova (4)     | Oekraïne    | 135,721 | 43,80 (22) | 2.14,44 (23) | 4.42,65 (21) |                |
| NC23   | Outi Aunula-Ylä-Sulkava (5)    | Finland     | 135,801 | 44,25 (25) | 2.13,66 (22) | 4.41,99 (20) |                |
| NC24   | Ilonda Lūse (4)                | Letland     | 137,606 | 44,12 (24) | 2.16,71 (25) | 4.47,50 (24) |                |
| NC25   | Sofia Larsson (2)              | Zweden      | 138,164 | 45,33 (26) | 2.15,73 (24) | 4.45,55 (23) |                |
| NS2    | Natalija Polozkova-Kozlova (2) | Rusland     | 42,790  | 42,79 (12) | NS           |              |                |

* = gevallen, NS = niet gestart